# Aiello Calabro
Aiello Calabro (fino al 1864 Ajello, dal 1864 fino al 1928 Aiello in Calabria) è un comune italiano di 1 332 abitanti della provincia di Cosenza in Calabria.

## Geografia fisica
Aiello è un piccolo borgo, arroccato sulle colline dell'entroterra tirrenico. L'abitato è dominato dai resti del Castello. Il centro ospita il palazzo Cybo Malaspina (XVI secolo) e altri palazzi signorili del sei-settecento, la Cappella Cybo presso l'ex Convento degli Osservanti.

## Storia
I segni della storia in questo piccolo ma suggestivo paese di Calabria sono ben visibili. Le origini (sebbene alcuni hanno sostenuto fosse la mitica Tilesio, città greca) risalgono ai Romani: tra i secoli II e III a.C., il luogo era chiamato Agellus, piccolo campo, da cui deriva il nome attuale. Posto in un luogo strategico, per il controllo delle vie di comunicazione (una deviazione della Via Capua-Rhegium passava proprio da qui), Aiello è stato nel corso dei secoli al centro di aspre lotte di potere. I Saraceni del vicino Emirato di Amantea, come racconta la leggenda, nel tentativo di farlo capitolare “per fame”, furono persuasi a desistere dal genio degli aiellesi che per dimostrare di avere scorte a sufficienza, dalle mura del castello lanciarono delle pizze di formaggio ottenute dal latte delle loro donne. I normanni, nel 1065, guidati da Roberto il Guiscardo lo assediarono per quattro mesi, prima di ottenerne la resa.
L'importanza di questo lembo di terra “…grossa, nobile, et civile” è dimostrata nel corso delle alterne vicende storiche. Con gli Aragonesi, il feudo aiellese, dai Sersale fu assegnato al viceré di Calabria e conte di Ajello, Francesco Siscar. Tale periodo per Aiello è molto florido e si registra una notevole espansione demografica, sociale ed economica che continua con il Viceregno spagnolo in cui cresce l'agricoltura e la produzione della seta. 
Nel 1566 il feudo aiellese viene acquistato per 38 000 ducati dal marchese, poi principe, di Massa, Alberico I Cybo-Malaspina. Con questa famiglia di origini liguri toscane, che mantenne la proprietà del feudo sino all'eversione della feudalità, lo “Stato di Aiello” passa da contea a marchesato e poi a ducato nel 1605. A questo periodo si devono alcune delle più pregevoli testimonianze architettoniche artistiche e storiche del Borgo antico: il palazzo Cybo e la omonima cappella gentilizia. Ma anche il castello, “una delle prime fortezze del regno”, come ebbe a definirlo Leandro Alberti nel 1525-6, che fu scelta come dimora dal cavaliere Francesco Cybo e dove egli organizzò una ricca biblioteca con opere rarissime.
Nel decennio francese la cittadina passa nella giurisdizione del cantone di Belmonte, quindi nel governo di Rogliano, sino al 1811, anno in cui diventa capoluogo di Circondario (comprendente Terrati, Serra, Lago, Laghitello, Pietramala e Savuto). 
Dopo vi fu: la Restaurazione borbonica, poi Garibaldi che unì l'Italia, il brigantaggio, e il terremoto del 1905 che distrusse buona parte dell'abitato. Nel 1864 prese il nome di Aiello in Calabria che mutò poi nel 1928 in Aiello Calabro, incorporando Cleto e Serra, i quali divennero comuni autonomi il primo nel 1934, il secondo nel 1937.

### Simboli
Lo stemma e il gonfalone sono stati concessi con DPR del 23 giugno 1983.
Nello stemma è raffigurato, in campo nero, un leone d'argento, posto su una campagna d'oro, caricata di cinque spighe verdi, disposte in ventaglio.
Il gonfalone è un drappo di verde.

## Monumenti e luoghi d'interesse

### Architetture religiose

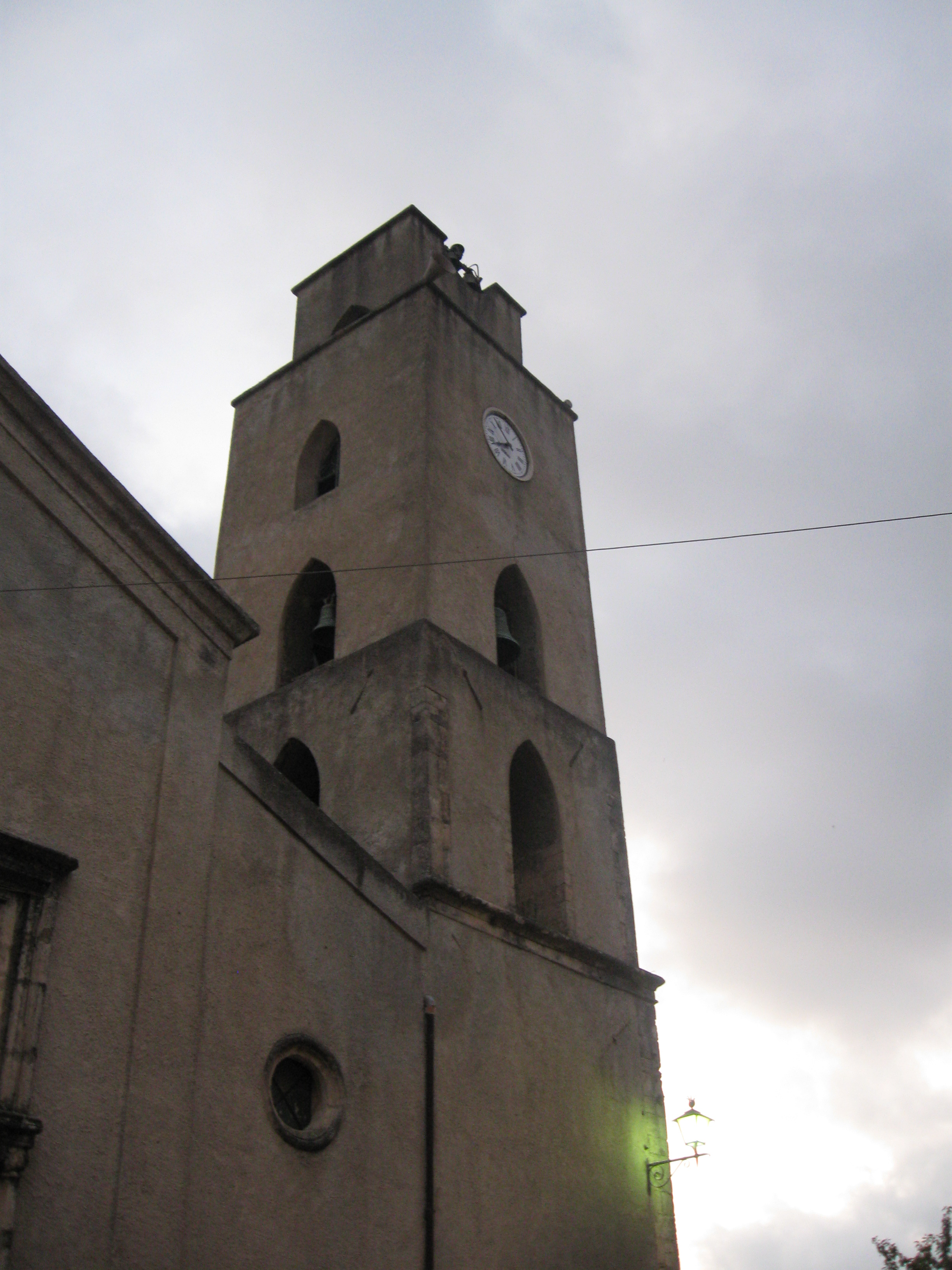
Il campanile della Chiesa Matrice.

- Chiesa di Santa Maria Maggiore (Chiesa Madre), costruita a partire dal X secolo, edificio che ospita le spoglie di san Geniale martire.[4]
- Chiesa di San Giuliano, in stile tardo gotico.[4]
- Chiesa dei Santi Cosma e Damiano.
- Chiesa di Santa Maria delle Grazie(ex convento degli osservanti).
- Chiesa della Madonna del Rosario(sita nella frazione Cannavali)

### Architetture civili
- Palazzo Cybo-Malaspina[4] (proprietà famiglia Viola).
- Palazzo Viola[4] (proprietà famiglia Giannuzzi).
- Palazzo De Dominicis (proprietà famiglie Russo-Giardino e Brasacchio-Giardino).
- Palazzo Di Malta (proprietà famiglia Di Malta)
- Palazzo Maruca (proprietà famiglia Belmonte)

### Architetture militari
- Castello.

## Società

### Evoluzione demografica
Abitanti censiti

### Tradizioni e folclore
- Festa di San Geniale martire (5 febbraio e la prima domenica di maggio).[7]
- Festa della Madonna delle Grazie (1 e 2 luglio), è la principale festa del centro.

## Cultura

### Istruzione

#### Biblioteche
Nel 2003 è stata inaugurata una biblioteca civica, allestita nei locali dell'ex-convento dei minori osservanti, dotata di circa un migliaio di volumi e di tavoli da lettura e computer. Al momento risulta tuttavia chiusa. Nuova biblioteca inaugurata nel 2024, nella sede dell’ ex casa del Fascio.

#### Scuole
Aiello era sede centrale dell'istituto comprensivo statale Aiello-Cleto-Serra d'Aiello, per via della riorganizzazione delle sedi degli istituti scolastici è diventata sede aggregata dell'Istituto Comprensivo di Campora San Giovanni. In particolare, vi hanno sede una scuola dell'infanzia, una scuola elementare, una scuola media inferiore.

## Economia
L'agricoltura è la base dell'economia locale, in particolare con la produzione di olio d'oliva e di vino. Presenti anche aziende agrituristiche e di lavorazione dei fichi secchi, oltre al turismo.

## Infrastrutture e trasporti

### Strade
Aiello è facilmente raggiungibile dall'autostrada Salerno-Reggio Calabria uscendo all'uscita Falerna, proseguendo poi direzione nord verso Campora San Giovanni, da qui si sale verso la collina per circa 10 km, è inoltre anche raggiungibile uscendo all’uscita ROGLIANO dell’Autostrada SA/RC, proseguendo poi sulla SS108

### Ferrovie
Fermata Amantea, la stazione dista 15 km da Aiello Calabro.

### Aeroporti
L'Aeroporto di Lamezia Terme è a circa 45km da Aiello Calabro.

## Amministrazione

### Sindaci
| Periodo          | Periodo          | Primo cittadino           | Partito                        | Carica           | Note |
| ---------------- | ---------------- | ------------------------- | ------------------------------ | ---------------- | ---- |
| 23 Aprile 1995   | 13 Giugno 1999   | Francesco Antonio Iacucci | PDS                            | Sindaco          |      |
| 13 Giugno 1999   | 12 Giugno 2004   | Francesco Antonio Iacucci | DS                             | Sindaco          |      |
| 13 Giugno 2004   | 6 Giugno 2009    | Gaspare Perri             | lista civica                   | Sindaco          |      |
| 7 Giugno 2009    | 25 Maggio 2014   | Francesco Antonio Iacucci | lista civica                   | Sindaco          |      |
| 25 Maggio 2014   | 21 Dicembre 2021 | Francesco Antonio Iacucci | lista civica: Uniti per Aiello | Sindaco          |      |
| 21 Dicembre 2021 | 12 Giugno 2022   | Luca Lepore               | lista civica: Uniti per Aiello | Vicesindaco f.f. |      |
| 13 Giugno 2022   | in carica        | Luca Lepore               | lista civica: Uniti per Aiello | Sindaco          |      |

## Sport
Ad Aiello calabro,nel 2018,nasce la A.S.D Nuova Aiello,squadra di calcio del paese che milita,dalla stagione 2020-2021,in Seconda Categoria Calabria